# آلیشیا فرگوسن
آلیشیا فرگوسن (انگلیسی: Alicia Ferguson؛ زادهٔ ۳۱ اکتبر ۱۹۸۱) بازیکن فوتبال اهل استرالیا است.
از باشگاه‌هایی که در آن بازی کرده‌است می‌توان به بریزبن رور اشاره کرد.
وی همچنین در تیم ملی فوتبال زنان استرالیا بازی کرده‌است.